# Gniazdowo (Mrągowo)
Pour les articles homonymes, voir Gniazdowo.
Gniazdowo est un village de Pologne, située dans le gmina de Mrągowo, dans le powiat de Mrągowo, dans la voïvodie de Varmie-Mazurie.

## Source
- (en) Cet article est partiellement ou en totalité issu de l’article de Wikipédia en anglais intitulé « Gniazdowo, Warmian-Masurian Voivodeship » (voir la liste des auteurs).

1. ↑  (pl) « Gniazdowo (Gmina Mrągowo) - Przewodnik - Dioblina », sur dioblina.eu (consulté le 21 février 2025)